# Södermanlands runinskrifter 200
Sö 200 är en vikingatida runsten av granit på Åsa gravfält i Ytterselö socken och Strängnäs kommun. 
Runsten, Sö 200 av granit är 1,9 m hög, 0,9 m bred och 0,25 m tjock. Runristningens höjd är 8-12 cm. Ovanför ristningen finns 6 skålgropar, se 304.

## Inskriften
Translitterering av runraden:
[þroti ·] (a)[u](k) · rulef · auk · ystin · auk · nasi · auk · glaki · (þ)iʀ · ristu · stin · þtina · at · ars(t)[in · faþur sin]
Normalisering till runsvenska:
Þrotti ok ʀollæifʀ ok Øystæinn ok Nasi/Næsi ok Glæggi, þæiʀ ræistu stæin þenna at Arnstæin, faður sinn.
Översättning till nusvenska:
Trotte och Rolv och Östen och Nase och Glägge, de reste denna sten efter Arnsten, sin fader
Fem bröder reste stenen över sin fader: pronomenet þiʀ visar, att alla namnen tillhör män.